# Ibrahim Chaibou
Ibrahim Chaibou (1966. május 10. –) nigeri nemzetközi labdarúgó-játékvezető.

## Pályafutása

### Nemzetközi játékvezetés
A Nigeri labdarúgó-szövetség Játékvezető Bizottsága (JB) 1996-ban terjesztette fel nemzetközi játékvezetőnek, a Nemzetközi Labdarúgó-szövetség (FIFA) bíróinak keretébe. Több válogatott és nemzetközi klubmérkőzést vezetett. Az aktív nemzetközi játékvezetéstől 2011-ben a FIFA 45 éves korhatárát elérve búcsúzott.

#### Világbajnokság
A világbajnoki döntőhöz vezető úton Németországba a XVIII., a 2006-os labdarúgó-világbajnokságra és Dél-Afrikába a XIX., a 2010-es labdarúgó-világbajnokságra a FIFA JB bíróként alkalmazta.

##### 2006-os labdarúgó-világbajnokság
| Időpont            | Helyszín                  | Mérkőzés típusa                | Mérkőzés       | Eredmény | Nézők száma |
| ------------------ | ------------------------- | ------------------------------ | -------------- | -------- | ----------- |
| 2003. november 19. | Baba Yara Stadion, Kumasi | Afrika (CAF) zóna előselejtező | Ghána–Szomália | 2 : 0    | 12 000      |

##### 2010-es labdarúgó-világbajnokság
| Időpont          | Helyszín                       | Mérkőzés típusa                            | Mérkőzés         | Eredmény | Nézők száma |
| ---------------- | ------------------------------ | ------------------------------------------ | ---------------- | -------- | ----------- |
| 2008. június 7.  | Június 11. Stadion, Tripoli    | előselejtező (5. csoport) második mérkőzés | Líbia–Gabon      | 1 : 0    | 30 000      |
| 2008. június 21. | Leopold Senghor Stadion, Dakar | előselejtező (6. csoport)                  | Szenegál–Libéria | 3 : 1    | 40 000      |

#### Afrikai Nemzetek Bajnoksága
Elefántcsontpart a 2009-es afrikai nemzetek bajnokságát, Szudán a 2011-es afrikai nemzetek bajnokságát rendezte ahol a CAF JB bíróként alkalmazta.

##### 2009-es afrikai nemzetek bajnoksága
| Időpont           | Helyszín               | Mérkőzés típusa        | Mérkőzés        | Eredmény |
| ----------------- | ---------------------- | ---------------------- | --------------- | -------- |
| 2009. február 26. | Városi Stadion, Bouaké | selejtező (B. csoport) | Zimbabwe–Kongó  | 1 : 1    |
| 2009. február 28. | Városi Stadion, Bouaké | selejtező (A. csoport) | Zambia–Tanzánia | 1 : 1    |

##### 2011-es afrikai nemzetek bajnoksága
| Időpont           | Helyszín              | Mérkőzés típusa                       | Mérkőzés              | Eredmény |
| ----------------- | --------------------- | ------------------------------------- | --------------------- | -------- |
| 2010. március 28. | Nemzeti Stadion, Lomé | előselejtező, (B. zóna) első mérkőzés | Togo–Elefántcsontpart | 1 : 2    |